# Veltins-Arena

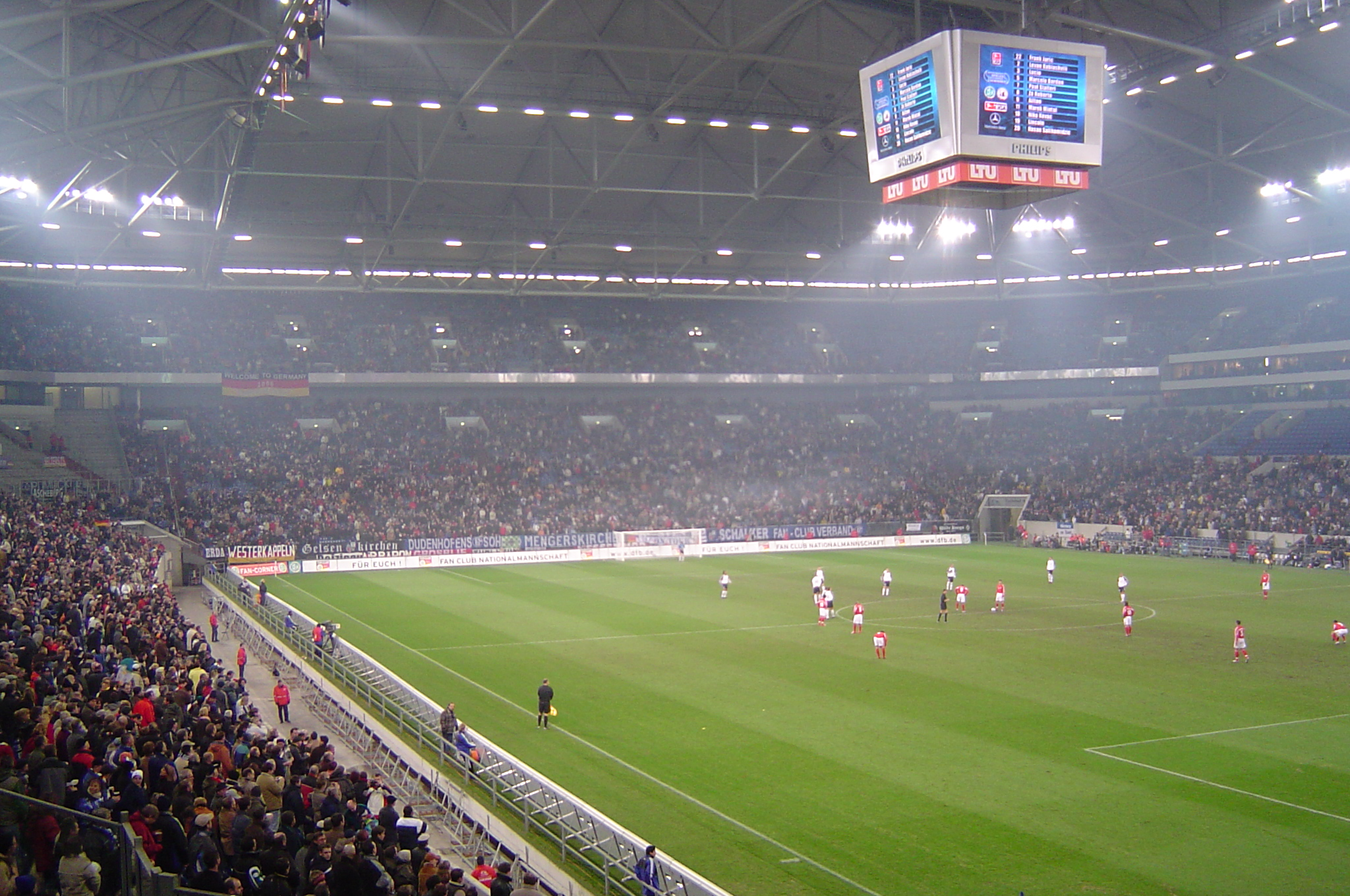
Wnętrze stadionu podczas meczu reprezentacji Niemiec z gwiazdami Bundesligi, 2005

Veltins-Arena (dawniej Arena AufSchalke i FIFA WM-Stadion Gelsenkirchen) – stadion piłkarski znajdujący się w Gelsenkirchen w Niemczech.

## Historia
Został otwarty 13 sierpnia 2001 i jest jednym z najnowocześniejszych stadionów świata. 1 lipca 2005 została zmieniona nazwa z Arena AufSchalke na Veltins-Arena. Podczas piłkarskich Mistrzostw Świata 2006 nosił nazwę FIFA WM-Stadion Gelsenkirchen.
Dawna nazwa stadionu (Arena auf Schalke), zawierała błąd językowy – słówko auf jest kalką polskiego słowa na – Polacy z Zagłębia Ruhry chodzili na Schalke, co znalazło odzwierciedlenie w nazwie stadionu.
Swoje mecze rozgrywa tutaj FC Schalke 04. Pojemność stadionu wynosi 61 481 w meczach klubowych, a 53 994 w meczach międzypaństwowych.

## Mistrzostwa Świata w Piłce Nożnej 2006
| Data            | Godzina | Drużyna #1 | Wynik           | Drużyna #2          | Runda        | Widzów |
| --------------- | ------- | ---------- | --------------- | ------------------- | ------------ | ------ |
| 9 czerwca 2006  | 21.00   | Polska     | 0-2             | Ekwador             | Grupa A      | 52,000 |
| 12 czerwca 2006 | 18.00   | USA        | 0-3             | Czechy              | Grupa E      | 52,000 |
| 16 czerwca 2006 | 15.00   | Argentyna  | 6-0             | Serbia i Czarnogóra | Grupa C      | 52,000 |
| 21 czerwca 2006 | 16.00   | Portugalia | 2-1             | Meksyk              | Grupa D      | 52,000 |
| 1 lipca 2006    | 17.00   | Anglia     | 0-0 (1-3 Karne) | Portugalia          | Ćwierćfinały | 52,000 |

## Żużel
13 października 2007 na stadionie odbyło się żużlowe Grand Prix Niemiec - turniej kończący sezon 2007. Wokół murawy stadionu został zbudowany tor czasowy. Był to zarazem jubileuszowy – setny – turniej Grand Prix. Zwycięzca niemieckiej eliminacji, Andreas Jonsson, otrzymał nagrodę 100 000 $. W sezonie 2008 miał odbyć się również turniej GP, jednak ostatecznie przeniesiono go do Bydgoszczy z powodu złego stanu toru na stadionie w Gelsenkirchen. W Bydgoszczy zwyciężył Tomasz Gollob pieczętując zdobycie trzeciego miejsca w klasyfikacji generalnej mistrzostw.

## Hokej na lodzie
7 maja 2010 na stadionie Veltins-Arena odbył się mecz otwarcia Mistrzostwach Świata w hokeju na lodzie 2010. Mecz ten obejrzało 77 803 widzów, co stanowiło absolutny rekord frekwencji na meczu hokejowym do 11 grudnia 2010 kiedy rekord ten został poprawiony na meczu rozgrywek akademickich w USA.